# Earl Sweatshirt
Thebe Neruda Kgositsile, född 24 februari 1994, mer känd under artistnamnet Earl Sweatshirt, är en amerikansk rappare som var medlem i hiphopkollektivet Odd Future Wolf Gang Kill Them All. Hans tidiga låtar, alltså hans låtar från hans första album Earl, är kända för sina ofta obscena texter.Hans musik har blivit väl mottagen av musikkritiker på internet, och i början av 2011 blev den även uppmärksammad av stora tidskrifter som The New Yorker, Thrasher, Spin, och Billboard. Under 2010 släppte han sitt debutalbum, Earl, som en gratis nedladdning på OFWGKTAs hemsida.
Enligt en Billboardartikel var Earl är på internatskola samtidigt som Odd Future slog igenom, men detta förnekades på gruppens blogg. 14 april 2011 postade webbsidan Complex en artikel som hävdade att de hade "hittat" Earl. Enligt webbsidan var Earl på en skola för amerikanska "riskungdomar" på Samoa.
En Twitter-användare som hävdar sig vara Earl registrerades i februari 2012. Även en ny låt kallad "Home" postades senare, som avslutas med textraden  "...and I'm back. Bye." ("...och jag är tillbaka. Hej då"). 2013 släppte han sitt andra album, Doris. 2015 följde han upp det med I Don't Like Shit, I Don't Go Outside: An Album By Earl Sweatshirt.

## Diskografi
- 2010 – Earl
- 2013 – Doris
- 2015 – I Don't Like Shit, I Don't Go Outside: An Album By Earl Sweatshirt
- 2018 – Some Rap Songs
- 2019 - Feet of Clay
- 2022 - SICK!